# Eisenstein
Eisenstein je priimek več znanih oseb:
- Ferdinand Gotthold Max Eisenstein (1823–1852), nemški matematik
- Mihail Eisenstein (1867–1920), ruski gradbeni inženir in arhitekt
- Sergej Mihajlovič Eisenstein (1898–1948), ruski filmski režiser judovsko-nemškega rodu